# أقصوصة ألزهايمر
أقصوصة ألزهايمر أو ألزهايمر - أقصوصة هي أحد مؤلفات غازي القصيبي، تتحدث عن شخص يدعى يعقوب العريان المصاب بمرض ألزهايمر. كان يكتب رسائل عديدة لزوجته وهو في المصحة. الأقصوصة توعوية تثقيفية أكثر من كونها عملا أدبيا، حيث عمد فيها المؤلف إلى التعريف بالمرض وبتاريخه في الرسالة الثانية بعد أن بثّ في الرسالة الأولى مخاوفه ومشاعره الأوليّة.
تعتبر آخر رواية لغازي القصيبي والتي لم يتسنّ له أن يشاهدها مطبوعة.

## محتوى الرواية
تقع في 127 صفحة من القطع المتوسط، وهي عبارة عن 12 رسالة يكتبها يعقوب العريان بطل الرواية لزوجته، محاولاً من خلالها تلخيص يومياته مع مرض الزهايمر، يبعثها لها من الولايات المتحدة حيث فضّل أن يواجه المرض بعيداً عن عائلته وبمشاركة شخصيات أخرى تعاني من نفس المرض.
في ثنايا الرسائل يعرج على قضايا ذات حساسية تشغله كالاختلاط والمراهقة والقضية الفلسطينية والسياسة الأمريكية، وإن كان وجودها عرضياً إلا أن مجرد الإشارة إليها يوحي بأن المريض لم ينفصل تماماً عن واقعه.

### مقتطفات من الأقصوصة
يقف يعقوب العريان أمام بائعة العطور ليشتري زجاجة عطر لزوجته المفضل (اكسنتركس). تسأله البائعة ماذا يريد ويحاول عبثًا تذكّر اسم العطر، عطر زوجته المفضل. بعد دقائق اِحمر فيها وجهه، وبدت عليه كل علامات الاضطراب، غادر المتجر وهو يعد البائعة، التي تبتسم بلطف، بأن يعود إليها ومعه الاسم مكتوبًا.
وفي إحدى رسائله إلى زوجته من المستشفى الذي يعالج فيه من ألزهايمر يقول يعقوب العريان: إن هذا المرض ارستقراطي جدًا، وأن عددًا من صفوة الصفوة في الغرب قد أصيبوا به. وسأكتفي بذكر بعضهم: باري جولدواتر السياسي الأمريكي المعروف، وريتا هيوارث النجمة العالمية، وشارلتون هيستون ممثل الملاحم السينيمائية الكبرى. وجوليانا ملكة هولندا، وأشهرهم جميعًا الرئيس رونالد ريجان، وهذا الأخير هو الذي قال: هذا مرض جميل! تقابل الأشخاص أنفسهم وتظن أنك ترى وجوهًا جديدة كل يوم.

## وصلات خارجية
- آراء قراء الكتاب في موقع GoodReads